# Ландер, Юрий Александрович
Ю́рий Алекса́ндрович Ла́ндер (род. 14 сентября 1977, Москва) — российский лингвист.

## Биография
Окончил факультет теоретической и прикладной лингвистики Российского государственного гуманитарного университета (1999). С 1999 года работает в отделе языков народов Азии и Африки Института востоковедения РАН (в 1999—2003 годах в должности младшего научного сотрудника, с 2003 года в должности научного сотрудника). С 2008 года преподаёт (в том числе индонезийский язык) в РГГУ, с 2012 года — также в НИУ ВШЭ (руководитель бакалаврской программы «Фундаментальная и компьютерная лингвистика»). Кандидат филологических наук (2012; тема диссертации — «Релятивизация в полисинтетическом языке: адыгейские относительные конструкции в типологической перспективе», руководитель Я. Г. Тестелец).

## Область исследований
Научные интересы включают синтаксическую и лексическую типологию, австронезийские языки, кавказские языки. С 2002 года ведёт активную полевую работу, связанную с документацией адыгейского, кабардино-черкесского, удинского и даргинских языков.

## Основные труды
- Сумбатова Н. Р., Ландер Ю. А. Даргинский говор селения Танты: грамматический очерк, вопросы синтаксиса. М. : Языки славянской культуры, 2014.

### Член редколлегии сборников
- Possessives and Beyond: Semantics and Syntax. Amherst, MA, 2004 (совместно с Barbara H. Partee и Ji-yung Kim)
- Исследования по теории грамматики. Вып. 3: Ирреалис и ирреальность. М., 2004 (совместно с В. А. Плунгяном и А. Ю. Урманчиевой)
- Language and Text in the Austronesian World. Studies in Honour of Ülo Sirk. München, 2008 (совм. с А. К. Оглоблиным)